# Římskokatolická farnost Košťany u Teplic v Čechách
Římskokatolická farnost Košťany u Teplic v Čechách je církevní správní jednotka sdružující římské katolíky na území města Košťany a v jeho okolí. Organizačně spadá do teplického vikariátu, který je jedním z 10 vikariátů litoměřické diecéze.

## Historie farnosti
Matriky jsou v místě vedeny od roku 1879. Od roku 1940 zde byla zřízena expozitura.

### Duchovní správcové vedoucí farnost
Začátek působnosti jmenovaného v duchovní správě farnosti od:
- 01. 11. 1938 Gerhard Alois Hälbig, O.Cist. n. 19. 6. 1906 Marschen, o. 6. 7. 1930
- 01. 10. 1945 Bernard Krohl, O.Cist.
- 22. 07. 1948 Bohumil Skácel, SDB (*1941, ord. 1942, 1. března 1948 inkardinován do Litoměřické diecéze)
- 01. 05. 1952 Georg. Mickel, O. Cist.
- 01. 05. 1962 Štefan Sivák
- 22. 02. 1963 Antonín Pospíšil
- 01. 06. 1963 Jaroslav Novosad
- 01. 08. 1970 Jan Rob, SDB
- 01. 08. 1973 Bohuslav Macek, OP
- 01. 08. 1991 Milan Matfiak
- 01. 06. 1999 Josef Hurt
- 01. 07. 2001 Štefan Pilarčík (administrátor exc.)[2]

## Území farnosti
Do farnosti náleží území obce:
- Košťany (Kosten)[p 2]
- Střelná (Strahl)[p 2]

## Římskokatolické sakrální stavby a místa kultu na území farnosti
| | Foto   | Stavba                    | Místo   | Bohoslužby    | Zeměpisné souřadnice             | Status               |        |
| Kostel | Kostel | Kostel                    | Kostel  | Kostel        | Kostel                           | Kostel               | Kostel |
| --- | ------ | ------------------------- | ------- | ------------- | -------------------------------- | -------------------- | ------ |
| 1. |        | Kostel Povýšení sv. Kříže | Košťany | nelze sloužit | 50°39′29″ s. š., 13°45′25″ v. d. | zbořený farní kostel |        |
| Některé drobné sakrální stavby a pamětihodnosti lze dohledat zde v databázi Drobné sakrální památky Zaniklé sakrální stavby lze dohledat zde v databázi Poškozené a zničené kostely, kaple a synagogy v České republice |        |                           |         |               |                                  |                      |        |

Ve farnosti se mohou nacházet i další drobné sakrální stavby, místa římskokatolického kultu a pamětihodnosti, které neobsahuje tato tabulka.

## Příslušnost k farnímu obvodu
Z důvodu efektivity duchovní správy byl vytvořen farní obvod (kolatura) farnosti Hrob, jehož součástí je i farnost Košťany u Teplic v Čechách, která je tak spravována excurrendo.